# مباني كلية جيسوس (جامعة أكسفورد)

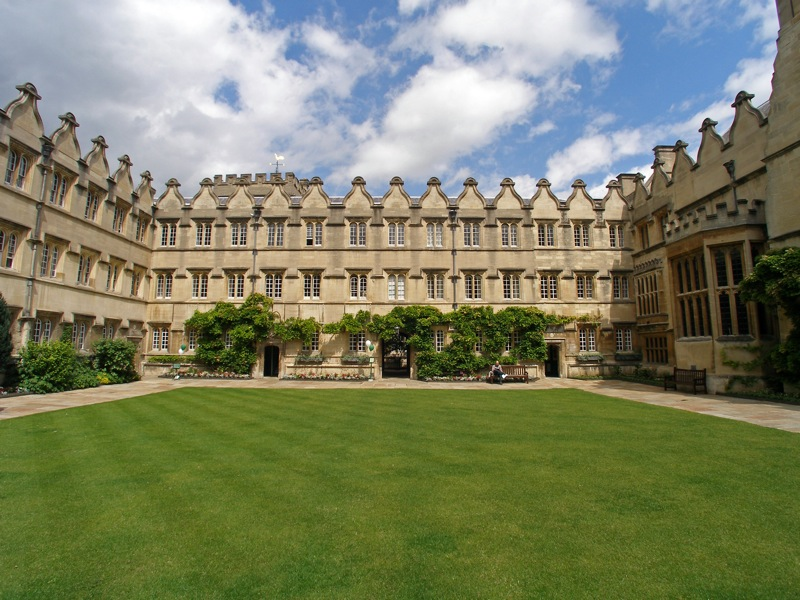
رباعي الزوايا الثاني تم بناؤه قرابة عام 1640 إلى عام 1712) لكلية يسوع ، مع نافذة كبيرة للقاعة على اليمين

تقع المباني الرئيسية لكلية جيسوس ، في وسط مدينة أكسفورد بإنجلترا بين شارع تورل وشارع شيب وشارع كورنماركت وشارع ماركت. تأسست كلية جيسوس عام 1571 من قبل إليزابيث لقد تسببت في ذلك الالتماس الذي قدمه رجل الدين الويلزي، هيو برايس، الذي كان أمين صندوق كاتدرائية القديس ديفيد. منح ميثاقها التأسيسي للكلية أرض ومباني القاعة البيضاء، وهي قاعة جامعية شهدت انخفاضًا في أعداد الطلاب. أضاف برايس مبانٍ جديدة إلى مباني القاعة البيضاء، واستمرت أعمال البناء بعد وفاته عام 1574. تم الانتهاء من أول رباعي الزوايا بالكلية، والذي يتضمن القاعة والمصلى وسكن المدير بين عامي 1621 و 1630. بدأ بناء المربع الثاني في ثلاثينيات القرن السادس عشر، لكنه توقف بسبب الحرب الأهلية الإنجليزية ولم يكتمل حتى عام 1712 تقريبًا. تم تشييد المزيد من المباني في رباعي الزوايا الثالث خلال القرن العشرين، بما في ذلك مختبرات العلوم (مغلقة الآن)، ومكتبة للطلاب الجامعيين، وأماكن إقامة إضافية للطلاب والزملاء. بالإضافة إلى الموقع الرئيسي، تمتلك الكلية شققًا في شرق وشمال أكسفورد، وملعبًا رياضيًا.
تم تعديل الكنيسة، التي تم تكريسها في عام 1621 وتم توسيعها في عام 1636، على نطاق واسع في عام 1864 تحت إشراف المهندس المعماري جورج إدموند. التعديلات كان لها أنصارها ونقادها. وصف أحد مؤرخي الكلية إرنست هاردي، مدير المدرسة من 1921 إلى 1925) العمل بأنه «غير مدروس». تم إخفاء سقف المطرقة الأصلي للقاعة بسقف من الجبس في عام 1741 عندما تم تركيب الغرف في السطح. تحتوي مساكن المدير على ألواح خشبية من أوائل القرن السابع عشر وهي الجزء الأخير من المربع الأول الذي تم تشييده. يعود تاريخ مكتبة الزملاء الموجودة في المربع الثاني إلى عام 1679 وتحتوي على 11000 كتاب أثري. تم ترميمه بتكلفة 700000 جنيه إسترليني في عام 2007. تم الانتهاء من غرفة جونيور مشتركة الجديدة، بحجم ضعف حجم سابقتها، في الربع الثالث في عام 2002. تم إضافة غرف طلابية وتدريسية أخرى في شارع السفينة مقابل الكلية عام 2010.